# 72 Timer
72 Timer er en EP af de danske musikere Kesi og ICEKIID, der blev udgivet den 13. november 2020 via disco:wax.

## Baggrund
Kesi og Icekiid samarbejdede første gang i 2019, da de udgav sangen 'Øjne på Mig', der siden har 5,9 millioner streams på Spotify.
I sensommeren 2020 drog Kesi og ICEKIID sammen med producerne Hennedub og brødreduoen Emil og Asmus Harm sammen til Jylland, hvor EP'en blev til på tre døgn, deraf udgivelsens navn. Alle seks sange på udgivelsen var nye og havde ikke tidligere været udgivet. Kesi beskrev tilblivelsen af udgivelsen således: 
| Citat | Det er lidt ligesom hvis man er professionel fodboldspiller og samler sine venner og siger: Lad os bare spille en syvmandskamp. Hvor det ikke handler om at vinde Champions League-pokalen, men bare om at spille i parken, fordi det er hyggeligt. [...] Det her var mere: Lad mig ringe til mine venner og se, hvem der kan jonglere mest | Citat |
|       | |       |

Den 10. november 2020 udkom 'Get The Bag' pludseligt på streamingtjenesterne, efter at der havde været en nedtælling i gang på en hjemmeside, som var oprettet til formålet.

## Modtagelse

### Anmeldelser
Udgivelsen modtog varierende anmeldelser i de danske medier. 
Mest kritisk var Elias Kvist fra GAFFA, der tildelte udgivelsen to ud af seks stjerner. Han mente, at udgivelsen startede godt med 'Get the Bag', der "er en atypisk tilbagelænet poppet refleksion hos dansk musiks nuværende prinser" såvel som 'Bowling', "som har den type af et boblende beat, som gør det anderledes og berettiget til at blive udgivet". Udgivelsen falder herefter ifølge Elias Kvist i kvalitet og mener, at "hastværk er altså rigtig ofte lastværk. Og det føles sådan, når man skal bedømme 72 timer, for hvad der frames som udgivelsens styrke er uden tvivl også dens største svaghed. Manglen på variation er stor, og den ville nok have været mindre, hvis Kesi og Icekiid havde givet sig selv lidt mere løbetid".
Niels Jul Bruun, der er anmelder for Soundvenue, mente, at "’72 timer’ er et stærkt og overskudsagtigt udspil fra to rappere, der tydeligvis har haft det sjovt. Makkerparret lykkes med både søde kærlighedsbeats og UK Drill, og selv om det hele er lavet på bare tre dage, er der ikke slækket på kvaliteten". Han tildelte udgivelsen fem ud af seks stjerner.

### Priser
Kristian Karl og Christian Wolkoff fra Soundvenue kårede udgivelsen som årets 25. bedste danske album i 2020.

## Spor
| 1.    | "Get The Bag" | Asmus Harm, Emil Harm, Hennedub | 3:28 |
| 2.    | "Bowling"     | Asmus Harm, Emil Harm, Hennedub | 2:48 |
| 3.    | "Baby"        | Hennedub                        | 3:17 |
| 4.    | "Ribéry"      | Asmus Harm, Emil Harm           | 2:44 |
| 5.    | "Cardio"      | Asmus Harm, Emil Harm, Hennedub | 2:32 |
| 6.    | "72 Timer"    | Asmus Harm, Emil Harm, Hennedub | 3:36 |
| 18:28 |               |                                 |      |

## Hitlister

### Ugentlige hitlister
| Hitliste (2020)        | Højeste placering |
| ---------------------- | ----------------- |
| Danmark (Album Top 40) | 7                 |